# 變星總表
變星總表(General Catalogue of Variable Stars) (GCVS)是變星的列表。它的第一版包含10,820顆恆星，是B. V. Kukarkin和P. P. Parenago編輯，在1948年由俄羅斯科學院發行。第二版和第三版分別在1958年和1968年出版；第四版分成三冊，在1985年至1987年出版，包含28,435顆恆星。第四版的第四冊再稍後才印製，內容是參考表，再之後的第五冊則包含銀河系以外的變星。最近的一版 (GCVS v5.1)以2015年的資料編輯，收錄52011顆變星。  
GCVS的最新版本是在網路上的版本，它包含印刷的第四版中座標的改正，和在第四版發行之後，新近才發現的變星。一個較老的版本，在2004年上網的GCVS，VizieR，可以在Centre de Données astronomiques de Strasbourg的伺服器上找到，名稱是Combined General Catalog of Variable Stars (GCVS4.2; VizieR database number II/250)。

## 外部連結
- GCVS website（页面存档备份，存于）
- Combined General Catalog of Variable Stars (GCVS4.2)（页面存档备份，存于）, 2004 version of the GCVS, at the Centre de Données astronomiques de Strasbourg.